# إيسكيا دي كاسترو
إيسكيا دي كاسترو هي بلدة تقع في منطقة لاتسيو وسط إيطاليا، وتتبع إداريًا مقاطعة فيتيربو. يحدها عدد من البلديات وهي: كانينو، تشيليري، فارنيزي، مانشيانو، بيتيليانو، وفالينتانو.

### أصل التسمية
تأخذ البلدة اسمها من مدينة كاسترو القريبة، والتي تم تدميرها في القرن السابع عشر على يد قوات الدولة البابوية.

### المعالم
تضم البلدة القصر الدوقي، المعروف أيضًا باسم "روكا"، والذي شارك في تصميمه أنطونيو دا سانغالو الأصغر، وهو المهندس الذي صمم جدران كاسترو قبل تدميرها. وكان القصر في السابق مقرًا لعائلة فارنيزي النبيلة.